# 26763 Peirithoos
26763 Peirithoos (2706 P-L) là một Trojan của Sao Mộc.